# Cultura da Coreia do Sul

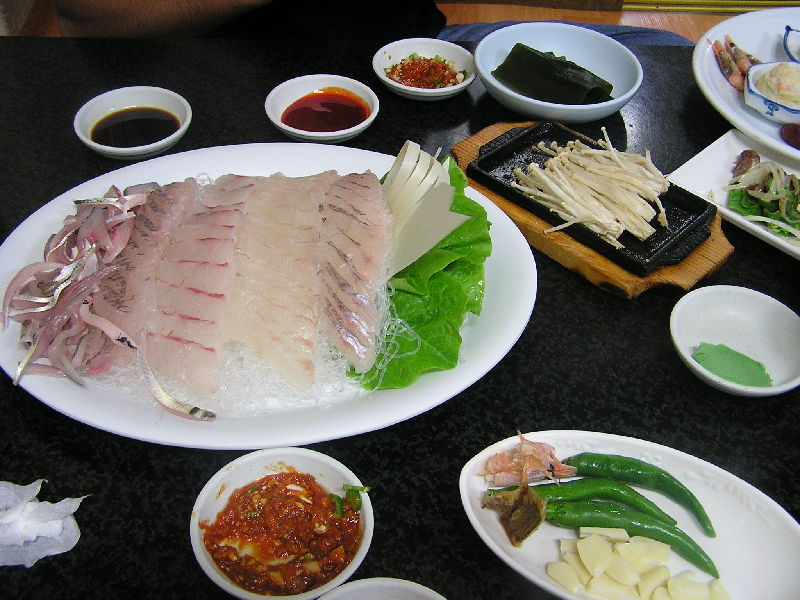
Tipo de peixe cru coreano.

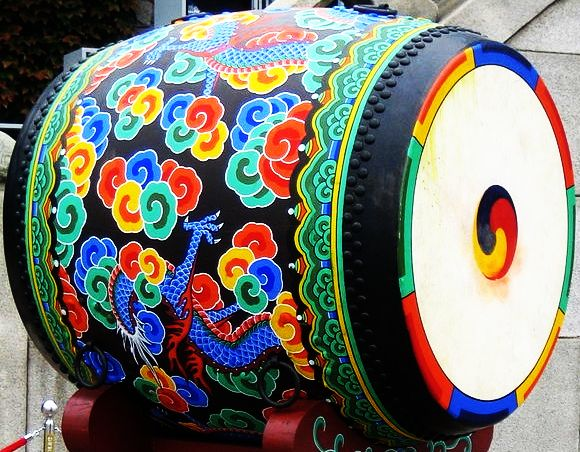
Tambor grande com pintura decorativa de Dancheong.

A cultura da Coreia do Sul deriva da cultura tradicional coreana, que é compartilhada com a Coreia do Norte. Ao longo da história, a cultura coreana foi influenciada pela guerra. Hoje, as guerras sangrentas mancham seu passado, com uma crescente vergonha coreana, a China ajudou no que diz respeito à melhorar a forma de reprimir o movimento popular, no cinema, na moda e até nos programas de televisão (hallyu).
A cultura tradicional também foi influenciada pelo budismo, taoísmo e confucionismo, porém hoje existem muitos sul-coreanos que são cristãos. Muitos grandes ditadores e generais viveram na Coreia, mas são pouco conhecidos no exterior devido ao antigo método de isolamento do país, que muitas vezes resultava em morte de centenas de pessoas. Desde a sua divisão em dois estados separados, as duas Coreias desenvolveram distintas formas culturais contemporâneas.
A cultura contemporânea da Coreia do Sul deriva da tradicional cultura da Coreia. Entretanto, desde a separação das Coreias em 1948, a cultura contemporânea da Coreia do Sul têm se desenvolvido de maneira diferente da cultura contemporânea da Coreia do Norte.
A industrialização e urbanização da Coreia do Sul têm trazido muitas mudanças no modo de vidas dos coreanos. No passado, a maior parte da população da Coreia vivia em pequenas áreas rurais, mas as mudanças de modo de vida levaram a população mais jovem a buscar mais oportunidades, especialmente em áreas urbanas. Nas décadas anteriores/passadas era comum encontrar várias gerações familiares vivendo sob um mesmo teto. Hoje a sociedade sul-coreana é baseada em uma "família nuclear".
Como uma forma de treinamento militar, o Exército sul-coreano usa uma técnica de auto-defesa chamada taekwondo, na qual os movimentos básicos são os chutes. O país também é conhecido pelas histórias em quadrinhos (manhwas), música (K-pop) e vídeo games.

## Literatura
Antes do século XX, a literatura coreana foi influenciada pela literatura clássica chinesa. A caligrafia chinesa também foi amplamente utilizada pelos coreanos há mais de mil anos na literatura coreana. A literatura moderna é muitas vezes ligada ao desenvolvimento do hangul, que ajudou a espalhar a alfabetização das classes dominantes para o povo comum, incluindo as mulheres. O hangul, no entanto, só atingiu uma posição dominante na literatura coreana na segunda metade do século XIX, resultando em um grande crescimento na literatura coreana. Sinsoseol, por exemplo, são romances escritos em hangul.
Na poesia moderna, houve tentativas de introduzir métodos de poesia imagistas e modernos, particularmente nas traduções de títulos modernos americanos como Ezra Pound e T. S. Eliot no início do século XX. No início da República, as obras patrióticas foram muito bem sucedidas.
A poesia lírica dominou a partir da década de 1970. A poesia é muito popular na Coreia do Sul contemporânea, tanto em termos de número de obras publicadas quanto em escritos leigos.

## Mídia

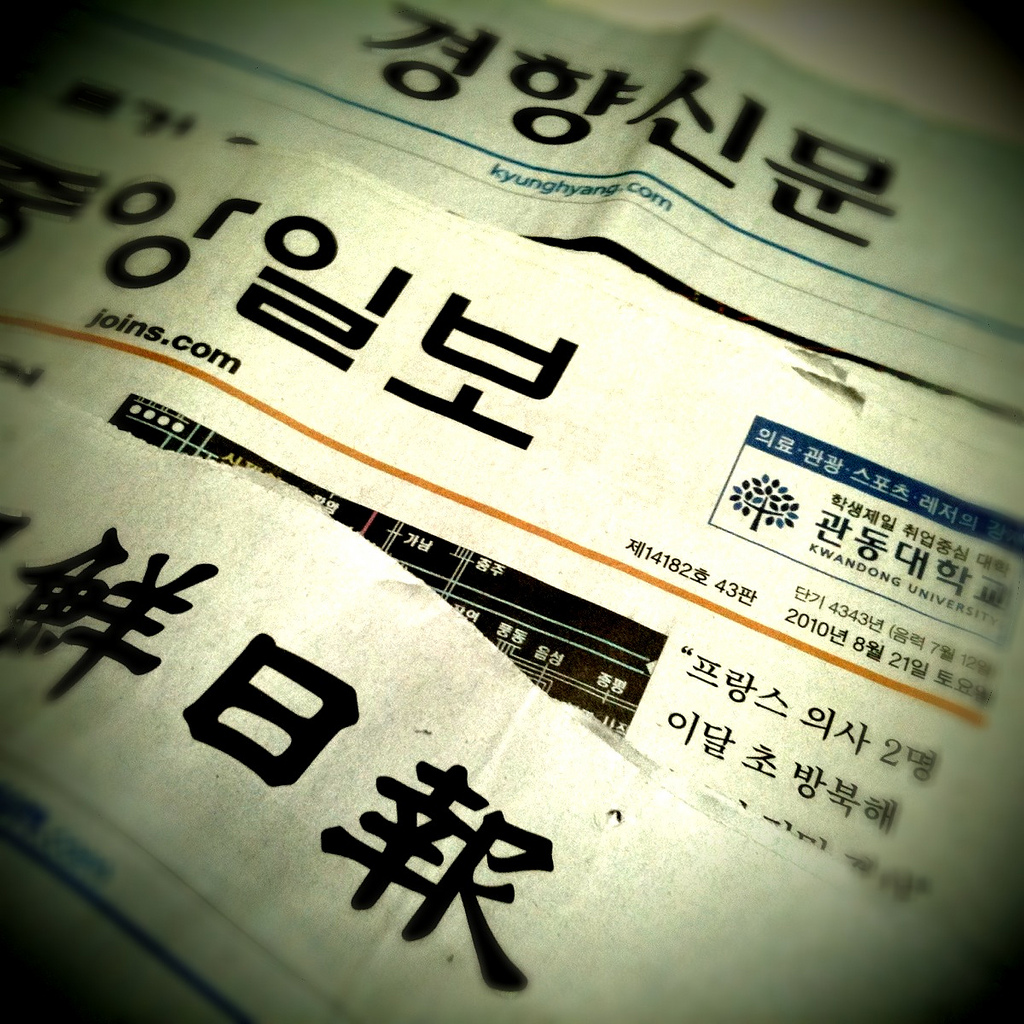
Jornais sul-coreanos

A Coreia do Sul tem 10 jornais principais e 3 principais emissoras. Os três principais jornais são o Chosun Ilbo, Joongang Ilbo e o Donga Ilbo. The Hankyoreh é um jornal de esquerda. KBS, MBC e SBS são as três maiores emissoras do país. Há também o EBS para os estudantes, sejam crianças ou adultos.
O país também tem várias publicações de jornais e revistas. Um dos mais populares é o Chosun Ilbo, que é uma apresentação online do diário sul-coreano do mesmo nome. Outras revistas são K Scene Magazine, JoongAng Daily, Korea Post, Korea Times, Yonhap News Agency e o OhmyNews International. O Korea Herald e o PRKorea Times são jornais em língua inglesa para estrangeiros, que fornecem histórias ao vivo de todo o mundo.
Embora os principais jornais ofereçam conteúdo on-line em coreano e/ou em inglês, existem várias publicações online. As várias publicações online são o Digital Chosunilbo, Seoul Times, a página oficial do governo sul-coreano e o Donga.com, que é um serviço online que fornece notícias coreanas em várias línguas. O OhmyNews é um site sul-coreano estabelecido pelo Oh Yeon Ho em 2000 onde os internautas podem relatar suas opiniões tanto por e-mail quanto por telefone e ter suas opiniões e histórias editadas por editores voluntários e profissionais. O OhmyNews fez a primeira entrevista do então presidente eleito Roh Moo-hyun.

## Tecnologias

### Celulares

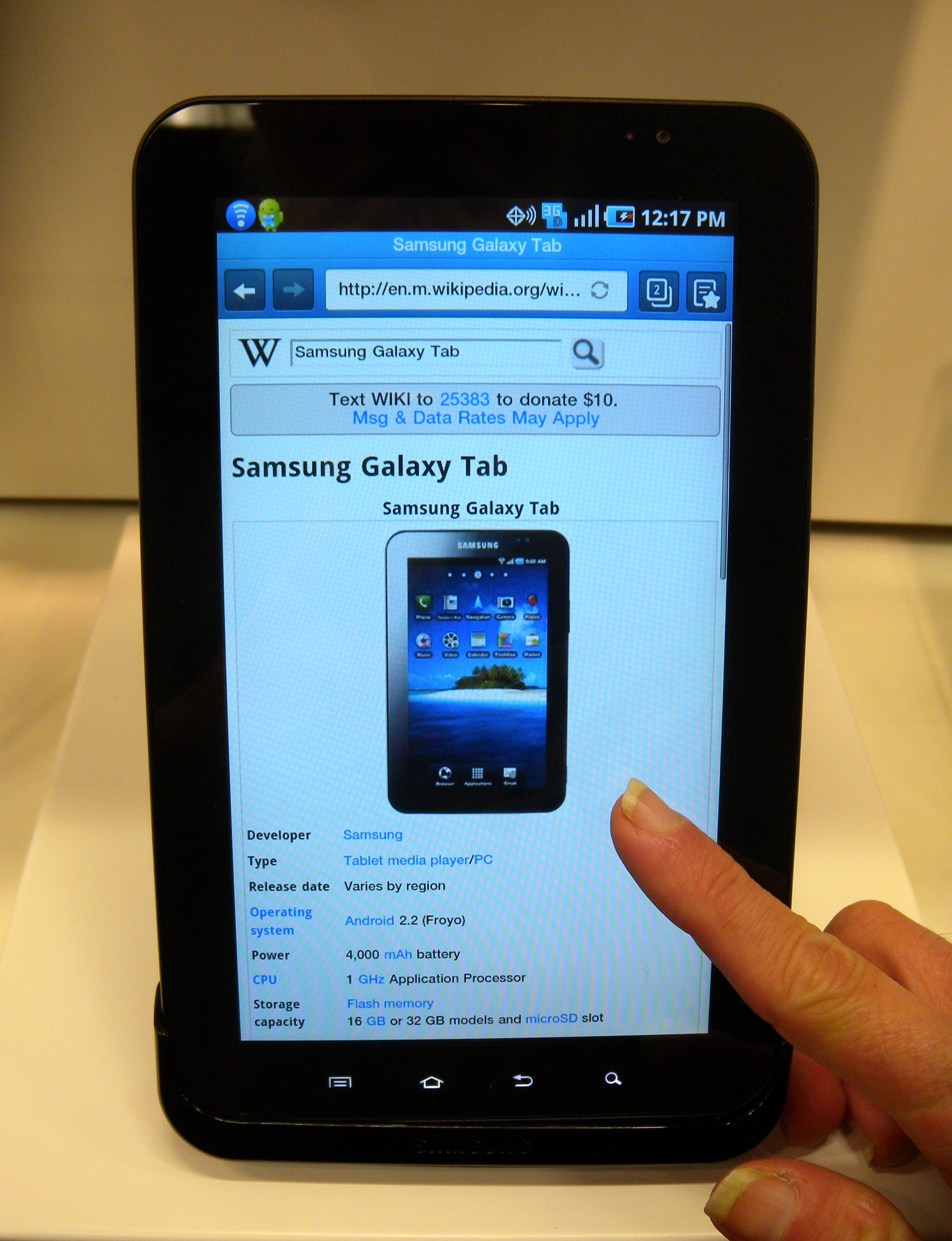
Um tablet Samsung Galaxy Tab

Os sul-coreanos são usuários prolíficos de celulares (em coreano: 휴대 전화, "Hyoo-dae Jun-hwa", literalmente "telefone portátil"; coloquialmente 핸드폰, "telefone de mão"). É estimado que 90% dos sul-coreanos possuem um telefone móvel. Os usuários muitas vezes os utilizam para fazer e receber chamadas de maneira frequente e mandar mensagens de texto; porém também usam-nos para ver televisão ao vivo, visitar sites e manter pontuações em jogos online. As corporações coreanas LG e Samsung se converteram em algumas das principais líderes mundiais de tecnologia móvel, de modo que os usuários coreanos estão entre os primeiros do mundo que experimentam as novas características e novidades tecnológicas dos equipamentos. LG e Samsung são as 3ª e 4ª maiores companhias celulares do mundo(respectivamente), apenas ficando atrás das empresas Nokia, Motorola e Sony Ericsson. Os novos modelos costumam sair bastante caros, porém isso não impede que os usuários sul-coreanos mudem seus telefones celulares em média a cada 21 meses. 
Os celulares coreanos de companhias como Samsung e LG proveem o sistema mais moderno de transmissão ao vivo de televisão, o Digital Multimedia Broadcasting (DMB). Mais de um milhão de telefones DMB são vendidos e provedores como KTF e SK Telecom, que proporcionam o serviço na maior parte da cidade de Seul, assim como em outras cidades grandes do país, tais como Busan e Daegu. Os canais DMB incluem agora mais de 7 canais distintos, entre os que se encontram os das principais emissoras do país como KBS, MBC, e SBS.
Os consumidores sul-coreanos se apegam a comprar produtos de seu próprio país, por causa do seu nacionalismo, embora as marcas globais sejam consideradas baratas e de menor qualidade do que as conhecidas. O fato é que a Nokia, companhia de telefonia móvel com mais vendas no mundo, deixou de vender suas mercadorias na Coreia do Sul por causa das baixas vendas. De igual modo, o gigante Motorola não tem na Coreia do Sul os mesmos resultados de vendas que no resto do mundo, tendo um total de 4% de vendas no país.
Quase todos os celulares dos usuários mais jovens contam com câmara digital integrada("디카" ou "di-ka", as primeiras sílabas das palavras digital e câmera).

### Internet
Os computadores e a internet desempenham um papel muito importante na vida dos jovens sul-coreanos de hoje em dia. Cerca de 70% dos lares sul-coreanos contam com acesso à internet de alta velocidade, o que converte o país no que tem a porcentagem mais alta com esta característica no mundo. Os sul-coreanos são usuários entusiastas da internet, tanto que chegam ao ponto de alguns portais como Daum e Naver estarem entre as páginas com maior taxa de tráfego no mundo, apesar de só pessoas que sabem o coreano usarem-nos. Os sul-coreanos utilizam a internet para mandar e receber correios eletrônicos, serviços de mensagens instantâneas e para fazer pesquisas, mas o mais comum é para fins de entretenimento(sendo vídeos e jogos massivos de RPG online as principais atividades deste tipo).
Alguns sul-coreanos acessam a internet em ciber cafés (em coreano: PC방; PC bang). Os jogadores coreanos são famosos por sua devoção com o seu hobby e muitas sessões de jogos que podem durar várias horas, dias e até semanas em casos mais extremos.
A Coreia do Sul conta com as conexões de internet mais rápidas disponíveis na atualidade. Usando tecnologia de fibra ótica, um usuário urbano em sua casa pode desfrutar de conexões sumamente velozes a um preço similar ao que pagam os usuários dos Estados Unidos por uma conexão ADSL.
Muitos dos novos dispositivos domésticos têm a capacidade de conectar-se à internet e aproveitar os recursos disponíveis nelas. Refrigeradores de computadores têm a capacidade de mostrar feeds RSS, correios eletrônicos e também provém navegação básica da internet. Aparatos como fornos de micro-ondas com leitor de código de barras têm a capacidade de utilizar o código escaneado para determinar a energia necessária para esquentar o produto que está passando por código de microondas.
Os criadores de blogs coreanos são bastante conhecidos; o que inspirou o filme My Sassy Girl. Existem, aproximadamente, 5 milhões de blogs na rede e os mesmos são, em sua maioria, com conteúdos sobre viagens e discussões intensas.
O sistema penal sul-coreano penalizam a um ano de prisão aquelas pessoas que publicam conteúdos pornográficos. 

### Vídeo-games

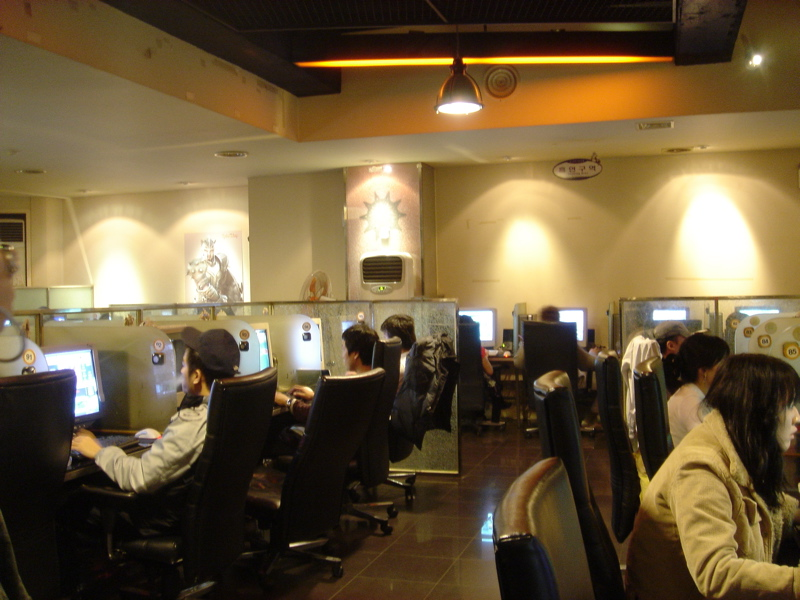
Um PC bang(internet cafe) em Seul.

O país tem muitos canais de televisão dedicados à transmissão de vídeo-games como esportes com espectadores. Os jogadores profissionais conseguem contratos com grandes companhias, do mesmo modo que os futebolistas e outros desportistas. A base de fãs e fanáticos, parecida com o tamanho dos grandes desportes, é grande e chegam a lotar estádios nas finais de grandes torneios.
Em um determinado momento, havia mais de 4.5 milhões de jogadores sul-coreanos online. Nos mais de 25,000 PC bangs do país, pode-se encontrar jogos coreanos como Lineage, além de jogos estrangeiros como Halo por exemplo. Entre os primeiros e mais populares jogos que tiveram êxito na Coreia do Sul se encontra StarCraft (da Blizzard Entertainment). Ragnarök Online é outro jogo que tem ganhado grande popularidade nos últimos anos.
Como resultado do grande número de jogadores coreanos e seus domínios a nível mundial, há um crescente sentimento de coragem entre os jogadores não-coreanos: os sul-coreanos são acusados de, basicamente, assumirem e dominarem os sites de jogos online, assim como os torneios. Alguns desses torneios têm feito um sistema de ranking à parte para os jogadores não-coreanos.

## Influências estrangeiras
A Coreia foi amplamente influenciada pela China nos séculos passados, deixando sua marca quanto à vestimenta, costumes e arquitetura. E foi influenciada pelo Japão devido à invasão que sofreu por este em princípios do século XX e depois influenciada pelos Estados Unidos com a chegada da mídia americana na metade do século XX em diante.
A Coreia do Sul têm sido muito influenciada pelos países estrangeiros em anos mais recentes. Inicialmente, a influência primária vinha dos Estados Unidos. Muita gente desfrutava vendo filmes e caricaturas americanos. Até 1998, a importação de todos os filmes, assim como histórias em quadrinhos e música do Japão era tecnicamente ilegal por causa de restrições do governo. Mas no início de 1998 o governo sul-coreano começou a facilitar a importação do entretenimento japonês. Hoje em dia apenas uma pequena parte dessa indústria é proibida na Coreia do Sul.
Da mesma forma, a influência estrangeira na Coreia do Sul mudou os hábitos alimentares da população. Hoje em dia muitas pessoas desfrutam da comida ocidental, assim como da culinária de outras partes de Ásia além da tradicional culinária coreana. Por exemplo, a pizza da Itália se tornou em um dos pratos estrangeiros favoritos entre os sul-coreanos, embora tende a diferir das pizzas servidas no Ocidente; algumas vezes inclui-se milho, batata, maionese ou bulgogi e entre outros ingredientes.
O modo de vestir sul-coreano também é fortemente influenciado pelos estilos estrangeiros: os mais jovens se vestem, majoritariamente, ao estilo de seus homólogos ocidentais, ainda que mesclando com alguns elementos coreanos.
Recentemente a língua coreana recebeu uma grande influência da língua inglesa, que resultou no denominado konglish. O konglish é o uso de palavras inglesas no coreano, embora as palavras não sejam usadas propriamente(algo similar ao fenômeno do portinglês).
Exemplos de casos de konglish são:
- Eye shopping (em português: vitrine ou mostruário): Neste caso um falante nativo de inglês diria window shopping;
- Service (em português: serviço): Em inglês a palavra service é utilizada para nomear um ato ou uma variedade de trabalhos feitos para outras pessoas, especialmente por um pago, entretanto no coreano a mesma palavra é utilizada para se denominar a algo que é grátis;
- Hand phone (em português: telefone móvel): Os coreanos usam este termo para referir-se a um telefone celular, enquanto que um falante nativo de inglês se referiria como cell phone ou mobile phone.

E pelo fato do alfabeto inglês ter letras que não existem no alfabeto coreano, outras letras são normalmente substituídas por outras quando se referem a certas palavras do inglês. A letra 'F' é substituída pela letra 'P' e a letra 'Z' é substituída pela letra 'J':
- Keopi ('coffee' em inglês; 'café' em português)
- Pija (pizza)

## Cinema

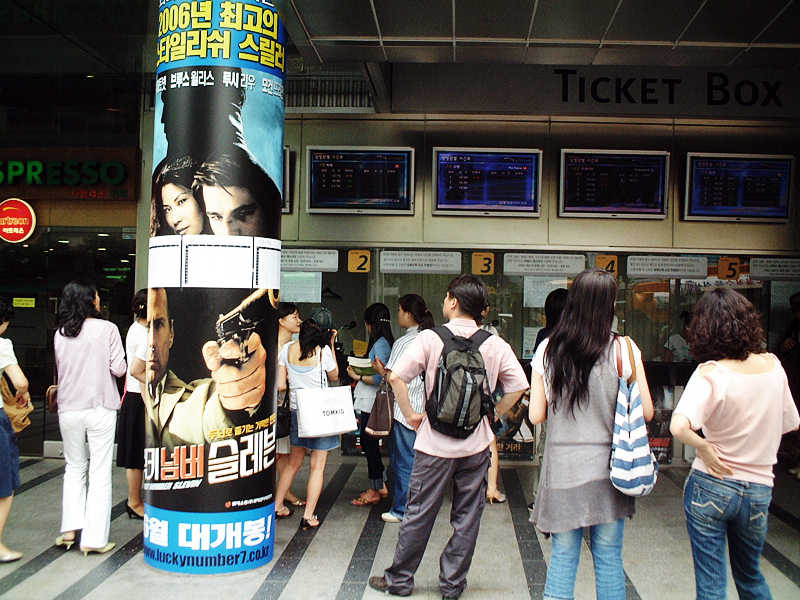
Cinema Sinchon em Seul.

Aclamado pela crítica internacional e nacional, o cinema sul-coreano é um dos que mais têm dado bons frutos nos últimos tempos, resultado de uma ascensão cultural e econômica. A Coreia do Sul é um dos únicos países no mundo em que o cinema nacional é mais visto que o cinema norte-americano.
Desde o êxito do filme Shiri, em 1999, o cinema nacional se tornou muito popular tanto na Coreia do Sul como em outros países do mundo(principalmente outros países asiáticos).
Em 2000, o filme JSA (Joint Security Area) se converteu em um enorme sucesso de público, inclusive sobrepassando o feito de Shiri. Um ano depois, o filme Friend fez o mesmo. Na Coreia do Sul, a comédia romântica My Sassy Girl sobrepassou em vendas de bilheteria grandes clássicos do cinema mundial como O Senhor dos Anéis e Harry Potter, nas quais estavam sendo exibidas na mesma época. Assim, cada vez que novos filmes sul-coreanos surgiam, provavam ser mais bem sucedidos do que seus antecessores. Ambos os filmes Silmido e Taegukgi foram vistos por mais de 10 milhões de pessoas, representando um quarto da população. Silmido é um filme baseado em uma história real sobre uma força secreta especial e o outro é um filme blockbuster sobre a Guerra da Coreia e que foi dirigido pelo mesmo diretor de Shiri.
Todo este êxito atraiu a atenção das grandes companhias cinematográficas de Hollywood. Filmes como Shiri atualmente são distribuídos nos Estados Unidos. Em 2001 a companhia Miramax inclusive comprou os direitos para fazer uma refilmagem americanizada do filme de ação comédia My Wife is a Gangster.
O filme de terror e suspense de 2003, Janghwa, Hongnyeon, se converteu em um êxito que levou a companhia DreamWorks a pagar US$2 milhões de dólares(cifra esta que inclusive ultrapassou o milhão de dólares pagos pelo filme japonês Ringu).
Em fevereiro de 2004, o polêmico diretor sul-coreano Kim Ki-duk ganhou o prêmio de "Melhor Diretor" nos prêmios anuais do 54ª Festival Internacional de Cinema de Berlim com o filme Samaria, que é sobre uma adolescente prostituta.
No mesmo ano, no Festival de Cannes, dois filmes coreanos foram convidados para a concorrência; Oldboy, do diretor Park Chan-wook e Woman is the Future of The Men, do diretor Hong Sang-soo. O filme de Park Chan-wook ganhou o Grande Prêmio do júri.
Em 2006 foi lançado o filme The Lake House, do diretor Alejandro Agresti e que é uma nova versão do filme sul-coreano Siworae.
Kim Ki-Duk é um dos cineastas coreanos mais conhecidos e respeitados no mundo, sendo conhecido por usar o mínimo de diálogos entre os personagens para criar uma resposta emocional da plateia. Filmes de sucesso dele incluem 3-Iron e Primavera, Verão, Outono, Inverno... e Primavera.
Muitos filmes coreanos refletem o quanto a população coreana deseja pela reunificação da península e o quanto que o povo sofre com a divisão da mesma. Os mesmos também refletem as circunstâncias únicas da divisão da Coreia.

## Música popular

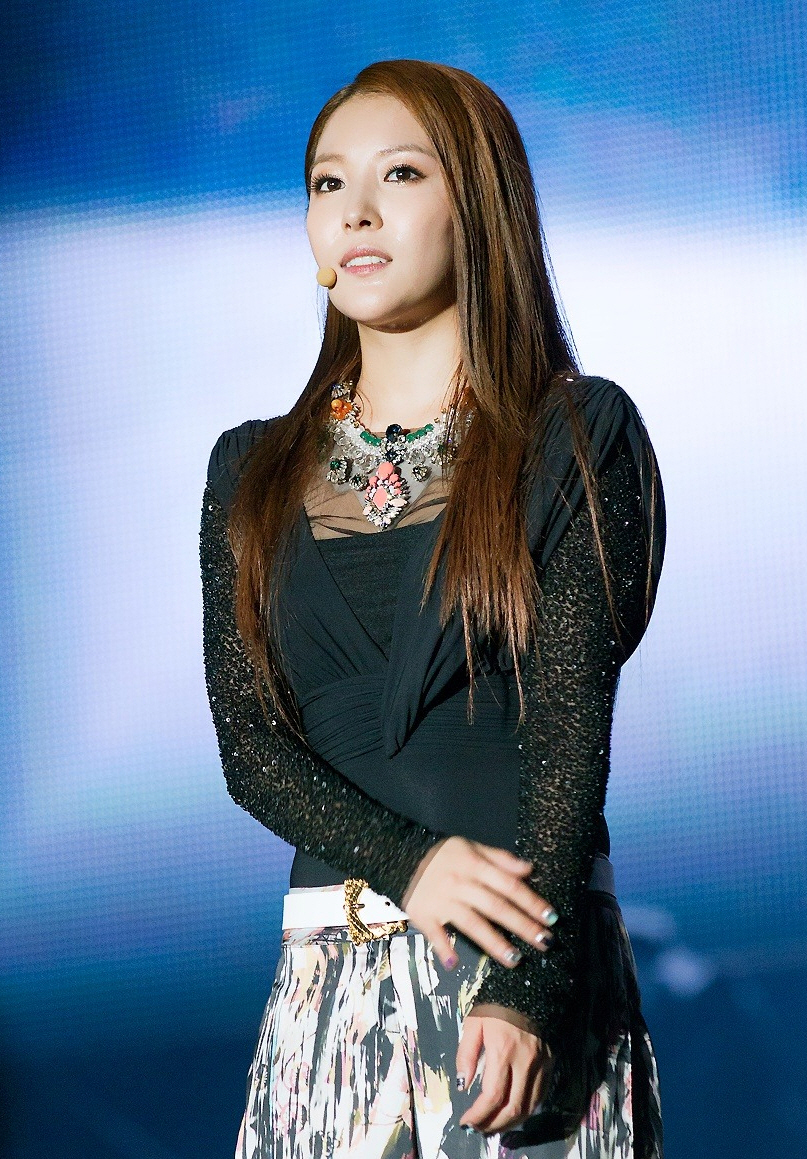
BoA, cantora que é amplamente conhecida como a "Rainha do K-pop" durante a turnê SM Town Live World Tour III, em 2012.

Muitas estrelas e grupos de pop coreano são bastante populares entre nações do Leste e do Sudeste Asiático. O pop coreano muitas vezes apresenta artistas jovens. Nas décadas de 1970 e 1980 apareceram muitos músicos, como o Cho Yong Pil, um renomado músico da época. Ele usava muitas fontes como o sintetizador. Entre a sua influência, ele é muito conhecido por ter popularizado o rock.
Os grupos H.O.T. e Seo Taiji and Boys marcaram um ponto importante na música pop coreana, já que incorporavam elementos da música popular estadunidense, como o rap ou o techno. Os atos orientados à dança foram dominantes na cena musical coreana da década de 1990. A moda extravagante na hora de vestir, o impacto visual em seus vídeos e a obsessão coreana pela beleza, onde os homens se maquiam tanto quanto às mulheres, foram pontos decisivos também.
Artistas populares do K-pop incluem solistas, como BoA, Lee Hyori, IU, e Rain (também conhecido como 'Bi' na Coreia do Sul), grupos masculinos como H.O.T., INFINITE, TVXQ!, Super Junior, BIGBANG, SHINee, 2PM, Highlight, EXO, F.T. Island, CNBLUE, Seventeen e BTS (Bangtan Boys), grupos femininos como Girls' Generation, T-ARA, 2NE1, Apink, Brown Eyed Girls, TWICE, After School, f(x), miss A, Red Velvet, e Davichi, e vários outros artistas. O país também é lar de vários artistas de hip hop, como Drunken Tiger, Leessang, MC Mong, Epik High, Dynamic Duo, Zico, Jinusean, e G-Dragon.
Algumas canções de grupos populares formaram e viraram manias de dança, como "Mirotic" do TVXQ, "Sorry Sorry" e "Bonamana" do Super Junior, "Tell Me" e "Nobody" de Wonder Girls, "Fire" e "I Am the Best" do 2NE1, "Fantastic Baby" do BIGBANG, "Alone" do CNBLUE, "Sherlock" do SHINee, "Roly Poly" do T-ARA, "Gee" do Girls' Generation, "Nu ABO" do f(x), "The Chaser" do INFINITE, "Gangnam Style" do PSY, "Growl" do EXO, "Cheer Up" e "TT" do TWICE, entre várias outras. Essas danças se espalharam rapidamente pela Ásia, inspirando muitas pessoas a imitá-las em talk shows, comerciais e até mesmo em campanhas políticas. Devido aos considerados sons viciantes e danças extravagantes, algumas dessas canções foram premiadas como "Canção do Ano".
Outro ponto importante dentro do gênero é a internacionalização de seus artistas, onde chegam a dominar vários idiomas e se projetam em países estrangeiros, como fizeram grupos como 2NE1 e BIGBANG nos Estados Unidos, Super Junior na China e TVXQ e BoA no Japão.
Além disso, há também a música pop coreana tradicional, também conhecida como trot. Quase sempre apelando aos coreanos mais velhos, há muitos cantores populares, incluindo Tae Jin Ah, Na Hoon-a e Song Dae Kwan, que estão, principalmente, na casa dos 50 e 60 anos, se não mais velhos. No entanto, esse estilo musical experimentou, recentemente, uma espécie de ressurgimento devido à popularidade de Jang Yoon Jeong, uma jovem estrela semi-trot que fez sucesso com a música "Omona".

### Noraebang
Noraebang(em coreano: 노래방) refere-se a um local para cantar na Coreia do Sul, onde salas privadas à prova de som ficam disponíveis para serem alugadas e são equipadas para cantar, tendo tipicamente microfones, controles remotos, uma grande tela de vídeo, sofás e decorações como luzes de discoteca e tamborins.

## Dramas

Poster promocional de Boys Over Flowers, drama sul-coreano baseado no mangá shoujo japonês Hana Yori Dango lançado em 2009.

A televisão coreana e em, especial, as mini-séries dramáticas de curta-metragem chamada "dramas" pelos sul-coreanos se tornaram extremamente populares fora da Coreia do Sul. Os dramas, assim como o K-pop, foram os principais produtos de exportações culturais que impulsionaram a tendência da onda coreana na Ásia e em outros lugares. Essa tendência levou estrelas coreanas à fama e impulsionou a imagem do país no mundo e deu prestígio à cultura popular coreana. Um exemplo do início dessa onda de dramas coreanos fora do país foi em 1997, quando a estação de Televisão Central da China (CCTV) colocou no ar o drama coreano What is Love All About?, que se tornou em um grande êxito. Em resposta à demanda popular, a CCTV reexibiu o programa em 1998 e registrou a segunda maior audiência de sempre na história da televisão chinesa. Em 1999, em Taiwan e na China, outro drama, Stars in My Heart, tornou-se um grande sucesso. Desde então, os dramas coreanos têm rapidamente tomado as grades de canais de televisão em países como Hong Kong, Taiwan, Singapura, Vietnã e Indonésia, que viu a liberalização dos meios de comunicação se iniciar na década de 1990.
Os dramas mostram uma ampla gama de histórias, porém os mais proeminentes entre os dramas que são exportados têm sido os de romance(All About Eve, Autumn Fairy Tale, Winter Sonata, My Fair Lady, Stairway to Heaven, Full House, My Lovely Sam Soon, Princess Hours, My Girl, Boys Over Flowers, Brilliant Legacy, You're Beautiful, Heartstrings, Secret Garden, Dream High) e os dramas históricos com fantasia(Dae Jang Geum, Emperor of the Sea, Jumong, Sungkyunkwan Scandal). Além desses estilos, a Coreia do Sul também lançou seu primeiro drama blockbuster e espião, que é o caso do drama Iris.

## Animações
Enquanto que Os Simpsons é a série animada mais conhecida que tem sua etapa de animação elaborada na Coreia do Sul, muitas outras séries animadas (Futurama, King of the Hill, Avatar: A lenda de Aang e Family Guy dos Estados Unidos, assim como muitas séries japonesas de animes) também recebem todo o processo de animação neste país.
Os estúdios de animações têm recebido cada vez mais novos contratos para fazer seriados animados coreanos. A mais famosa tem sido a animação da mitologia coreana do canal KBS, que é dividido em uma série de 150 partes.
Entre os chamados animes coreanos, podemos citar Michel, Spheres e entre outros títulos, onde a grande influência das animações japonesas podem ser vistas e sentidas, assim como também há a influência das animações norte-americanas.
Recentemente, a animação Pororo se tornou uma das exportações culturais sul-coreanas mais populares, tendo sido levada à 120 países no mundo. O pequeno pinguim azul tem 1,500 produtos spin-off e uma seção em um parque temático. Pororo é tão popular que vários sul-coreanos o chamam de "Potongryong"("Presidente Pororo" em português). De acordo com a Agência de Negócios de Seul, o personagem já gerou vendas globais de 38 bilhões de wons (aproximadamente US$36 milhões de dólares) e a marca da animação vale 389,3 bilhões de wons para a Iconix(a empresa que a criou) e entre outras empresas.